# Dane Sharp
Dane Sharp (* 1. Januar 1986 in Toronto) ist ein ehemaliger kanadischer Squashspieler.

## Karriere
Dane Sharp begann seine professionelle Karriere in der Saison 2008 und gewann drei Titel auf der PSA World Tour. Seine höchste Platzierung in der Weltrangliste erreichte er mit Position 79 im April 2014. Mit der kanadischen Nationalmannschaft nahm er 2013 an der Weltmeisterschaft teil. Im selben Jahr wurde er kanadischer Vizemeister hinter Shawn Delierre. Seine letzte Saison spielte er 2015.

## Erfolge
- Gewonnene PSA-Titel: 3
- Kanadischer Vizemeister: 2013